# Egoitz Murgoitio
Murgoitio  Recalde est un nom espagnol. Le premier nom de famille, en général paternel, est Murgoitio ; le second, en général maternel, souvent omis, est Recalde.
Egoitz Murgoitio Recalde, né le 7 août 1983 à Abadiño, est un coureur cycliste espagnol, spécialiste du cyclo-cross. Il est  membre de l'équipe Grupo Hirumet Taldea. Il fut Champion d'Espagne de cyclo-cross cadets et espoirs en 1999 et 2003. Il compte à ce jour six victoires professionnelles toutes obtenues en Espagne dont deux de chaque au cyclo-cross de Karrantza et au Trofeo Ayuntamiento de Muskiz.

## Palmarès en cyclo-cross
- 1998-1999
  -  Champion d'Espagne de cyclo-cross cadets
- 2002-2003
  -  Champion d'Espagne de cyclo-cross espoirs
- 2003-2004
  - 2e du championnat d'Espagne de cyclo-cross
- 2009-2010
  - 3e du championnat d'Espagne de cyclo-cross
- 2010-2011
  - Cyclo-cross de Karrantza, Karrantza
  - Trofeo Ayuntamiento de Muskiz, Muskiz
  - Ispáster, Ispaster
- 2011-2012
  - XIX Cyclo-cross de Karrantza, Karrantza
  - Trofeo Ayuntamiento de Muskiz, Muskiz
  - Asteasuko XIII Ziklo-Krossa, Asteasu
  - Ispasterko Udala Sari Nagusia, Ispaster
- 2012-2013
  - Asteasuko XIV Ziklo-Krossa, Asteasu
  - 2e du championnat d'Espagne de cyclo-cross
- 2013-2014
  - International Cyclocross Marikovská Dolina, Udiča

## Palmarès sur route
- 2006
  - Mémorial Jesús Loroño
  - 3e étape du Tour d'Ávila
  - 2e de la Santikutz Klasika
  - 2e de la Subida a Urraki
  - 2e de la Subida a Altzo
  - 3e du Tour d'Ávila
- 2008
  - 3e de la San Martín Proba
  - 3e du Gran Premio San Juan
- 2011
  - 2e du Trofeo Santiago en Cos
  - 2e du Xanisteban Saria
  - 3e de la Leintz Bailarari Itzulia
  - 3e du San Bartolomé Saria
- 2012
  - Leintz Bailarari Itzulia